# Рахзад
Рахзад (греч. Ῥαζάτης, пехл. Rāhzād), изначально Рох Вехан (из среднеперсидского *Rōzbehān, «сын Рузбеха») — персидский военачальник армянского происхождения при Хосрове II из династии Сасанидов.

## Биография
Как только 26 лет войны между Византией и Сасанидской Персии подошли к концу, византийский император Ираклий решился на смелый шаг. Когда сезон кампании 627 г. закончился, Ираклий собрал свою разнородную армию из гёктюрков и византийцев и в начале сентября вторгся в центр Персии. Хосров был ошеломлен. Пятнадцать лет войны полностью истощили его силы, и двое из его самых выдающихся военачальников не пришли ему на помощь: Шахин был мёртв, а Шахрбараз был далеко в Египте, опасаясь, что Хосров захочет его смерти. Поэтому Рахзад, воинственный и храбрый дворянин армянского происхождения, был назначен командующим армией, собранной Хосровом.
Рахзад намеревался отрезать отступающего византийского императора и помешать ему в попытке приблизиться к персидской столице Ктесифону. Пройдя по его пятам, он наткнулся на разграбленные и сожжённые земли, оставленные Ираклием. Наконец, когда Ираклий пересёк Большой Заб, он расположился лагерем на другой стороне и таким образом помешал Рахзаду перейти мост через реку без боя. Вместо этого он стал переходить реку по мосту ниже по течению. Узнав об этом, Ираклий отделил часть своей армии под командованием Вахана и приказал им потревожить Рахзада. Многочисленные персы попали в плен в последовавшем столкновении, в том числе личный помощник Рахзада, от которого византийцы узнали, что 3000 человек идут на помощь персидскому военачальнику. Услышав это, Ираклий серьезно забеспокоился, тем более что дезертирство хазарских отрядов сильно уменьшило количество людей под его командованием.
Тем не менее, 12 декабря 627 года Ираклий вывел своих людей в поле и решил дождаться Рахзада. Увидев это, персидский военачальник отправился навстречу византийцам. Он разделил армию на три части, построив её аналогично порядку фаланги. В разгар битвы Рахзад неожиданно вызвал Ираклия на единоборство, думая, что, если он убьёт его, то вызовет смятение в рядах византийцев. Ираклий с готовностью принял вызов. Он оседлал коня и полетел навстречу противнику, которого обезглавил одним ударом. В качестве трофея он забрал щит, украшенный 120-ю золотыми пластинами и золотой нагрудник. Со смертью Рахзада и многих высокопоставленных офицеров персы потеряли желание сражаться, и битва вскоре закончилась их полным поражением. Около 6000 персов погибло.